# هينان سور كوجيول
هينان سور كوجيول (بالفرنسية: Hénin-sur-Cojeul)‏ هي بلدية تقع في إقليم باد كاليه من منطقة نور با دو كاليه في شمال فرنسا. تبلغ مساحة هذه المدينة 6.81 (كم²)، وترتفع عن سطح البحر 65 م، يبلغ عدد سكانها 434 نسمة حسب إحصاء المعهد الوطني للإحصاء والدراسات الاقتصادية سنة 2009 م. وترأس Pierre Roussez البلدية خلال فترة (2008-2014).